# Circuit Mont-Tremblant
Circuit Mont-Tremblant is een racecircuit gelegen in Mont-Tremblant (Quebec), Canada. Het ligt in de bossen van het Plateau Laurentides, ongeveer 140 km ten noordwesten van Montreal.

## Geschiedenis
Het circuit werd in 1966 verlengd om aan de Formule 1-normen te voldoen, maar men vond het te smal en er zijn maar twee Grands Prix verreden. Op 1 juli 2007 werd een Champ Car-race verreden die gewonnen werd door Robert Doornbos.
| Uitslagen Grand Prix van Canada (Mont Tremblant) | Uitslagen Grand Prix van Canada (Mont Tremblant) | Uitslagen Grand Prix van Canada (Mont Tremblant) | Uitslagen Grand Prix van Canada (Mont Tremblant) |
| Jaar                                             | Coureur                                          | Team                                             |                                                  |
| ------------------------------------------------ | ------------------------------------------------ | ------------------------------------------------ | ------------------------------------------------ |
| 1968                                             | Denny Hulme                                      | McLaren                                          |                                                  |
| 1970                                             | Jacky Ickx                                       | Ferrari                                          |                                                  |